# 鴛泊村
鴛泊村（おしどまりむら）は、かつて北海道利尻郡にあった村。

## 地理
- 島嶼:利尻島
- 山:利尻岳

## 沿革
- 1902年（明治35年）4月1日 - 北海道二級町村制施行により利尻郡鴛泊村、本泊村が合併し、鴛泊村が発足。
- 1923年（大正12年）4月1日 - 一級村へ移行。
- 1956年（昭和31年）9月30日 - 利尻郡鬼脇村と合併し東利尻村（後の利尻富士町）となり消滅。